# Bonaventure (Quebec)
Bonaventure é uma cidade localizada na província de Quebec no Canadá.